# Joe Spano
Joe Spano (San Francisco, 7 juli 1946) is een Amerikaans acteur.

## Carrière
Spano speelde in tal van series en televisiefilms maar is voornamelijk bekend als Henry Goldblume in Hill Street Blues en als Tobias Fornell in NCIS. Verder speelde hij in films als Apollo 13 en Fracture.

## Filmografie

### Films
| Jaar | Film                                          | Rol                         | Extra        |
| ---- | --------------------------------------------- | --------------------------- | ------------ |
| 1972 | One Is a Lonely Number                        | Earl of Kent                |              |
| 1973 | American Graffiti                             | Vic                         |              |
| 1973 | Warlock Moon                                  | John Devers                 |              |
| 1976 | The Enforcer                                  | Mitch, overvaller           | niet genoemd |
| 1977 | Over-Under Sideways-Down                      | Bit                         | niet genoemd |
| 1978 | Northern Lights                               | John Sorensen               |              |
| 1980 | Roadie                                        | Ace                         |              |
| 1980 | Fighting Back: The Story of Rocky Bleier      | Kapitein Murphy             |              |
| 1981 | The Incredible Shrinking Woman                | Bewaker                     |              |
| 1985 | Terminal Choice                               | Dr. Frank Holt              |              |
| 1986 | The Brotherhood of Justice                    | Bob Grootemat               |              |
| 1987 | Deep Dark Secrets                             | Eric Lloyd                  |              |
| 1988 | Disaster at Silo 7                            | Sgt. Swofford               |              |
| 1989 | Cast the First Stone                          | Bill Spencer                |              |
| 1990 | The Girl Who Came Between Them                | Jim                         |              |
| 1990 | The Big One: The Great Los Angeles Earthquake | Chad Spaulding              |              |
| 1991 | The Summer My Father Grew Up                  | Louis                       |              |
| 1991 | For the Very First Time                       | Mr. Allen                   |              |
| 1991 | Fever                                         | Junkman                     |              |
| 1993 | Bloodlines: Murder in the Family              | Hal Leventhal               |              |
| 1993 | The Flood: Who Will Save Our Children?        | Richard Koons               |              |
| 1994 | Rave Review                                   | Lou                         |              |
| 1995 | Apollo 13                                     | NASA-directeur              |              |
| 1996 | Primal Fear                                   | Stenner                     |              |
| 1996 | Her Costly Affair                             | Carl                        |              |
| 1997 | A Call to Remember                            | Dr. Green                   |              |
| 1998 | Break Up                                      | Priester                    |              |
| 1998 | Logan's War: Bound by Honor                   | Special Agent John Downing  |              |
| 1998 | In Quiet Night                                | Gold                        |              |
| 1999 | ATF                                           | Senator tijdens hoorzitting | niet genoemd |
| 2000 | Blessed Art Thou                              | Duncan                      |              |
| 2001 | Texas Rangers                                 | Mr. Dunnison                |              |
| 2001 | Ticker                                        | Kapitein Spano              |              |
| 2002 | Hart's War                                    | Kol. J.M. Lange             |              |
| 2006 | Hollywoodland                                 | Howard Strickling           |              |
| 2007 | Fracture                                      | Rechter Joseph Pincus       |              |
| 2008 | Frost/Nixon                                   | Netwerkbaas                 |              |

### Series
| Jaar       | Serie                                          | Rol                                        | Extra    |
| ---------- | ---------------------------------------------- | ------------------------------------------ | -------- |
| 1974-1975  | The Streets of San Francisco                   | Taxichauffeur - Ooggetuige / Toomey        | 2 afl.   |
| 1979       | Lou Grant                                      | Jack Ridgeway / Larry                      | 2 afl.   |
| 1979       | Trapper John, M.D.                             | Dr. Gallant                                | 1 afl.   |
| 1979       | Paris                                          | /                                          | 1 afl.   |
| 1980       | Tenspeed and Brown Shoe                        | Duff McCoy                                 | 1 afl.   |
| 1981       | Insight                                        | Karl Rothman                               | 1 afl.   |
| 1981-1987  | Hill Street Blues                              | Lt. Henry Goldblume / Det. Henry Goldblume | 144 afl. |
| 1986       | The Greatest Adventure: Stories from the Bible | Jezus                                      | 1 afl.   |
| 1987       | Valerie                                        | Mr. Cameron                                | 1 afl.   |
| 1988       | L.A. Law                                       | George Ripley                              | 1 afl.   |
| 1989       | Midnight Caller                                | John Saringo                               | 1 afl.   |
| 1990       | Blind Faith                                    | Sal Caccaro                                | 2 afl.   |
| 1990       | American Dreamer                               | /                                          | 1 afl.   |
| 1992       | Civil Wars                                     | Carl Sherensky                             | 1 afl.   |
| 1993       | Reasonable Doubts                              | Jimmy Cooper                               | 1 afl.   |
| 1994       | Dream On                                       | Politieagent                               | 1 afl.   |
| 1995       | Amazing Grace                                  | Detective Dominick Corso                   | 5 afl.   |
| 1995-1996  | Murder One                                     | Ray Velacek                                | 15 afl.  |
| 1997       | The X-Files                                    | Mike Millar                                | 2 afl.   |
| 1997-1998  | Profiler                                       | Detective Mike Ramdak                      | 2 afl.   |
| 1998       | From the Earth to the Moon                     | George Mueller                             | 1 afl.   |
| 1998       | JAG                                            | Kapitein Jack Murphy                       | 1 afl.   |
| 1998       | L.A. Doctors                                   | Don Claybourne                             | 1 afl.   |
| 1998       | Nash Bridges                                   | FBI-agent Langdon                          | 1 afl.   |
| 1998-1999  | Mercy Point                                    | Dr. Harris DeMilla / Dr. DeMilla           | 7 afl.   |
| 1999       | Touched by an Angel                            | James Cooper                               | 1 afl.   |
| 1999-2000  | Batman Beyond                                  | Bennet / Baas / Scherpschutter             | 4 afl.   |
| 2000       | Strong Medicine                                | Jonathan Freid                             | 1 afl.   |
| 2001       | Providence                                     | Dr. Carroll                                | 3 afl.   |
| 2001-2003  | NYPD Blue                                      | Det. John Clark Sr.                        | 16 afl.  |
| 2002       | The Invisible Man                              | Eerwaarde Tom Moore                        | 1 afl.   |
| 2002       | Static Shock                                   | Mr. Osgood                                 | 1 afl.   |
| 2003       | Boomtown                                       | Henry Stein                                | 1 afl.   |
| 2003-heden | NCIS                                           | FBI-agent Tobias Fornell                   | 49 afl.  |
| 2004       | Dragnet                                        | Bill Kutler                                | 1 afl.   |
| 2005       | Eyes                                           | Rechter William Massey                     | 1 afl.   |
| 2006       | Crossing Jordan                                | Kapitein Innis                             | 1 afl.   |
| 2006       | The Closer                                     | Dr. Rose                                   | 1 afl.   |
| 2006       | Standoff                                       | Joe Suser                                  | 1 afl.   |
| 2008       | Shark                                          | Paul Faber                                 | 1 afl.   |
| 2010       | In Plain Sight                                 | Gabe Andrews / Gabe Marion                 | 1 afl.   |
| 2012       | The Mentalist                                  | Greg Relin                                 | 1 afl.   |
| 2014       | NCIS: New Orleans                              | T.C. Fornell                               | 1 afl.   |
| 2019       | Pearson                                        | Mr. Allen                                  | 1 afl.   |

### Prijzen en nominaties
| Jaar | Prijs                | Categorie                                      | Film/Serie        | Resultaat   |
| ---- | -------------------- | ---------------------------------------------- | ----------------- | ----------- |
| 1983 | Primetime Emmy Award | Outstanding Supporting Actor in a Drama Series | Hill Street Blues | Genomineerd |
| 1989 | Primetime Emmy Award | Outstanding Guest Actor in a Drama Series      | Midnight Caller   | Gewonnen    |

- Biblioteca Nacional de España: XX1537350
- Bibliothèque nationale de France: cb14229055x (data)
- International Standard Name Identifier: 0000 0001 0922 2775
- Library of Congress Control Number: no97022407
- Nationale Bibliotheek van Israël: 987007457441105171
- Nationale Bibliotheek van Polen: a0000001275763
- Virtual International Authority File: 87261406
- WorldCat: E39PBJvt9t4rmY4RGrPRpmtMyd